# Сереброиттрий
Сереброиттрий — бинарное неорганическое соединение, интерметаллид
иттрия и серебра
с формулой AgY,
кристаллы.

## Получение
- Сплавление стехиометрических количеств чистых веществ:

{\displaystyle {\mathsf {Y+Ag\ {\xrightarrow {1160^{o}C}}\ AgY}}}

## Физические свойства
Сереброиттрий образует кристаллы
кубической сингонии (примитивная решётка), пространственная группа P m3m, параметры ячейки a = 0,39196 нм, Z = 1,
структура типа хлорида цезия CsCl
.
Соединение конгруэнтно плавится при температуре 1160 °C.